# Lijst van attracties in Shanghai Disneyland
Deze pagina bevat een lijst van attracties in het Chinese attractiepark Shanghai Disneyland.
| Naam                                                    | Opening           | Attractietype                                        | Afbeelding |
| ------------------------------------------------------- | ----------------- | ---------------------------------------------------- | ---------- |
| Alice in Wonderland Maze                                | 16 juni 2016      | Doolhof                                              |            |
| Buzz Lightyear Planet Rescue                            | 16 juni 2016      | Interactieve darkride                                |            |
| Camp Discovery                                          | 16 juni 2016      | Speelgebied met wandelpad, speeltuin en klimparcours |            |
| Dumbo the Flying Elephant                               | 16 juni 2016      | Draaimolen met armen                                 |            |
| Enchanted Storybook Castle                              | 16 juni 2016      | Walkthrough                                          |            |
| Explorer Canoes                                         | 16 juni 2016      | Kanovaren                                            |            |
| Fantasia Carousel                                       | 16 juni 2016      | Draaimolen                                           |            |
| Garden of the Twelve Friends                            | 16 juni 2016      | Tuin/wandellaan                                      |            |
| Hunny Pot Spin                                          | 16 juni 2016      | Theekopjesattractie                                  |            |
| Jet Packs                                               | 16 juni 2016      | Draaimolen met armen                                 |            |
| The Many Adventures of Winnie the Pooh                  | 16 juni 2016      | Darkride                                             |            |
| Marvel Universe                                         | 16 juni 2016      | Paviljoen                                            |            |
| Mickey's Film Festival                                  | 16 juni 2016      | Bioscoop                                             |            |
| "Once Upon a Time" Adventure                            | 16 juni 2016      | Walkthrough                                          |            |
| Peter Pan's Flight                                      | 16 juni 2016      | Hangende darkride                                    |            |
| Pirates of the Caribbean Battle for the Sunken Treasure | 16 juni 2016      | Darkride                                             |            |
| Rex's Racer                                             | 28 april 2018     | Halfpipe                                             |            |
| Roaring Rapids                                          | 16 juni 2016      | Rapid river                                          |            |
| Seven Dwarfs Mine Train                                 | 16 juni 2016      | Stalen achtbaan                                      |            |
| Shipwreck Shore                                         | 16 juni 2016      | Speeltuin                                            |            |
| Siren's Revenge                                         | 16 juni 2016      | Walkthrough                                          |            |
| Slinky Dog Spin                                         | 28 april 2018     | Rupsbaan                                             |            |
| Soaring Over the Horizon                                | 16 juni 2016      | Panoramavliegsimulator                               |            |
| Star Wars Launch Bay                                    | 16 juni 2016      | Paviljoen                                            |            |
| Stitch Encounter                                        | 16 juni 2016      | Interactieve film                                    |            |
| TRON Lightcycle Power Run                               | 16 juni 2016      | Motorfietsachtbaan                                   |            |
| Tron Realm, Chevrolet Digital Challenge                 | 20 september 2016 | Paviljoen                                            |            |
| Voyage to the Crystal Grotto                            | 16 juni 2016      | Rondvaart                                            |            |
| Woody's Roundup                                         | 28 april 2018     | Demolition Derby                                     |            |

Shanghai Disney Resort · Lijst van attracties in Shanghai Disneyland